# Geniates marginicollis
Geniates marginicollis är en skalbaggsart som beskrevs av Ohaus 1917. Geniates marginicollis ingår i släktet Geniates och familjen Rutelidae. Inga underarter finns listade i Catalogue of Life.